# Frankie Musonda
Frankie Chisenga Musonda (ur. 12 grudnia 1997 w Bedford) – zambijski piłkarz grający na pozycji środkowego obrońcy. Od 2022 jest zawodnikiem klubu Ayr United.

## Kariera klubowa
Swoją karierę piłkarską Musonda rozpoczął w angielskim klubie Luton Town. W sezonie 2015/2016 zadebiutował w jego barwach EFL League Two. Wiosną 2016 był z niego wypożyczony do Braintree Town. W 2018 roku występował w Oxford City, a w 2019 w Hemel Hempstead Town. W sezonie 2019/2020 był zawodnikiem St Albans City.
Latem 2020 Musonda przeszedł do szkockiego Raith Rovers. Swój debiut w nim zaliczył 17 października 2020 w wygranym 3:0 domowym meczu z Arbroath. W Raith Rovers grał przez dwa sezony.
W 2022 Musonda został zawodnikiem Ayr United. Zadebiutował w nim 30 lipca 2022 w zremisowanym 0:0 domowym meczu z Arbroath.

## Kariera reprezentacyjna
W reprezentacji Zambii Musonda zadebiutował 25 marca 2022 w wygranym 3:1 towarzyskim meczu z Kongiem, w którym strzelił gola. W 2024 roku powołano go do kadry na Puchar Narodów Afryki 2023. Rozegrał w nim trzy mecze grupowe: z Demokratyczną Republiką Konga (1:1), z Tanzanią (1:1) i z Marokiem (0:1).